# Оптиматон
Фема Оптиматон (грец. θέμα Ὀπτιμάτων) або Оптимати (грец. Ὀπτιμάτοι) — військово-адміністративна одиниця (фема) Візантійської імперії, яка розташовувалась у північно-західній частині Малої Азії (сучасна Туреччина). Отримала назву від лат. optimates, тобто «кращі люди». Утворено у 740-х роках. Припинила існування у 1337 році внаслідок завоювання Османською державою.

## Історія
Була створена на основі елітних військ (частини імператорської охорони) — «оптиматів», які заснував імператор Тиберій II Костянтин. Складалася переважно з готів. За часів імператора Іраклія та його наступників переведена до північної Віфінії. Тут оптимати виконували завдання охорони підступів до Константинополя.
На початку VIII ст. загони оптиматів розташовувалися в межах феми Опсікіон й підкорялися таксіархам. Загальна чисельність складала близько 2 тис. вояків. Втім ця територія була більш військовою одиницею, ніж адміністративною. Оптімати разом з військами Опсікіону стали основою для влади імператора Артабаста, що захопив владу у 741 році. Після його повалення Костянтином V відбулося реформування феми Опсікіон. В результаті було утворено феми Оптіматон. Втім процес її інституціонального оформлення затягнувся до початку 770-х років. Перша згадка про цю фему припадає на 774—775 роки. В цей час у 762 році сюди за наказом імператора Юстиніана II було переселено 10—20 тис. слов'ян з Балканського півострова.
Тривалий час фема мала на завданні забезпечення харчами столицю імперії та захист Босфорської протоки з боку Азії. разом з тим її міста були важливими посередницькими центрами в торгівлі з Персією, Близьким Сходом. Разом з тим час від часу зазнавала нападів з боку русів та арабів, особливо відчутним був напад 941 року на чолі із Київським князем Ігорем, коли ледве вдалося врятувати головне місто феми — Нікомедію. З 960-х років узбережжя феми не мала більше загроз. Така ситуація тривала до 1070-х років.
Після поразки візантійського війська у битві біля Манцикерту у 1071 році та подальша боротьба за владу призвели до захоплення феми сельджуками на чолі із Сулейманом ібн Кутулмишем. Лише у 1091 році імператорові Олексію I за допомоги учасників Першого хрестового походу вдалося відвоювати ці землі. Фему Оптиматон було відновлено.
У 1204 році після захоплення Константинополя учасниками Четвертого хрестового походу територію феми було приєднано до новоствореної Латинської імперії. 1224 року після перемоги над військом останній нікейський імператор Іоанн III зумів відвоювати значну частину Опттматона. Остаточно фему було поновлено у 1230-х роках. В такому статусі вона залишалася за часів Палеологів, що відновили Візантійську імперію.
З початку 1300-х років фема стала зазнавати нападів з боку Османського бейліка. Протягом 1302—1305 років частину феми була захоплена османами. Для захисту від османського беліку імператор Андронік II у 1320 році перевів сюди елітні частини катафрактів (важких кіннотників), яким надав пронії. Остаточно фему було ліквідовано після захоплення міста Нікомедія у 1337 році.

## Адміністрація
Обіймала азійську територію Босфорської протоки, затоку Нікомедія та долину річки Сангарій. Адміністративним центром було місто Нікомедія. За свідчення імператора Костянтина VII фема мала найнижчий статус, тому не була поділена на турми та друнгарії. На чолі стояв доместік. Також не мала власного війська, а лише 4 тис. погонщиків мулів, що забезпечували транспортом та перевезення вантажів схоли і тагми в Константинополі. Втім в особливих випадках (великих військових загарбницьких чи оборонних кампаніях) тут набирали війська, про що свідчить похід імператора Никифора I проти болгар у 811 році. Також існували невеличкі загони на кшталт «міліції».
Втім в XI ст. статус феми Оптіматон було підвищено, на чолі було поставлено стратега. З 1040-х років статус підвищується до дуки, за часів Палеологів зменшується до стратега, в період Нікейської імперії та правління Палеологів в Візантійській імперії знову на чолі феми стояв дукс (дука). Тут розташовувався елітний кіннотний загін у 1 тис. вояків.

## Відомі очільника
- Григорій Тароніт (1040-ві)
- Михайло Пселл (1060-ті)